# Historia Ecclesiae Christi

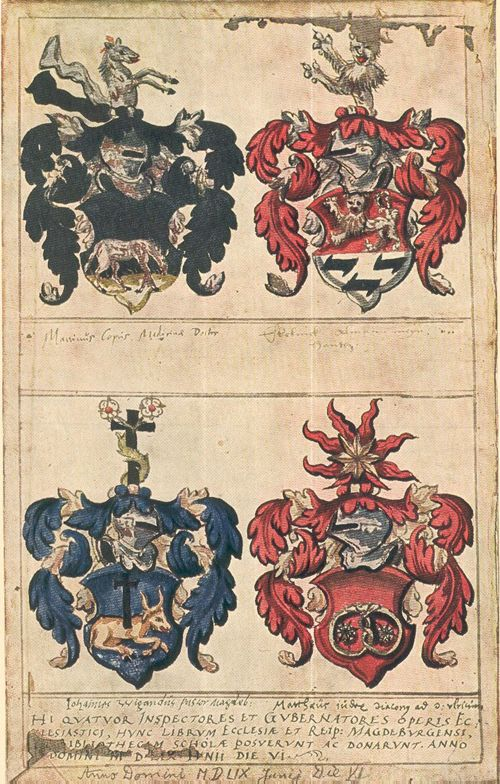
Ex libris da una copia ora perduta delle Centurie

L'Historia Ecclesiae Christi o Centurie di Magdeburgo o i Secoli di Magdeburgo sono una storia della Chiesa, divisa in tredici centurie (secoli), che coprono milletrecento anni, fino al 1298; pubblicata la prima volta dal 1559 al 1574. È stata composta da diversi studiosi Luterani di Magdeburgo, conosciuti come i Centuriatori di Magdeburgo. L'iniziatore e il leader dei "Centuriatori" era Matthias Flacius. Grazie al suo rivoluzionario metodo critico di presentare la storia, è la base di tutta la storia della chiesa moderna protestante.
Redattore principale è stato successivamente il vescovo luterano della Pomerania (Prussia) e autore di studi botanici, Johannes Wigand (1523-1587). Tanto Matthias Flacius quanto Wigand erano stati pastori presso la chiesa dei Santi Ulrich e Levin a Magdeburgo, e molti lavori furono realizzati nei loro locali. Per i primi volumi Wigand fu assistito da un gruppo di studiosi, rimasti con lui a Magdeburgo, in particolare Matthias Richter soprannominato Judex. L'editore dell'opera fu l'umanista di Basilea Johannes Oporinus.
Si dice che Baronio intraprese la compilazione dei suoi Annales Ecclesiastici per contrapporsi ai Centuriatori di Magdeburgo.

## Temi
Le Centurie di Magdeburgo dimostrano la continuità della fede cristiana nel corso dei secoli. Durante il susseguirsi dei secoli, la storia della Chiesa dimostra un "perpetuo accordo nell'insegnamento di ogni articolo di fede in ogni epoca". Invece di presentare una riforma restaurazionista, gli scrittori hanno dichiarato che "questa forma stessa dell'insegnamento che ora abbiamo nelle nostre chiese a causa della grande bontà di Dio è quella molto antica, non una nuova, genuina, non adulterata, vera, non è costruita." Il punto di vista del lavoro è generalmente pessimista dopo il V secolo, in linea con l'obiettivo degli scrittori di presentare "le origini e gli incrementi degli errori e le loro influenze corruttrici". Un'altra caratteristica del lavoro è l'uso diffuso delle fonti primarie, piuttosto che quelle secondarie o terziarie. Per ottenere questo risultato, gli studiosi hanno viaggiato e preso in prestito i manoscritti da tutta Europa. Con tali fonti diverse, ci si potrebbe aspettare una presentazione frammentata o incoerente della storia. Al contrario, essa fornisce una prospettiva che è completamente indipendente da qualsiasi delle sue fonti, anche se sono molto varie, come Gregorio Nazianzeno e Alcuino di York.

## Critica
Non solo i volumi sono artificiosamente divisi per secolo, piuttosto che da epoche storiche, ma ogni secolo viene trattato da una simile prospettiva, piuttosto che da una prospettiva nuova per ogni epoca della storia. I cattolici hanno dissentito dai controversi argomenti storici delle Centurie. Esempi di affermazioni controverse inserite nelle Centurie, nel loro tentativo di screditare il papato, comprendono l'identificare il Papa come l'Anticristo, e la leggenda della Papessa Giovanna.
Lo scopo era la presentazione della dottrina luterana come una restaurazione della vera fede e rappresentante della Chiesa primitiva e, di conseguenza, presentare il papato e la sua organizzazione della Chiesa come un'aberrazione. Questa era basata su una completa critica delle fonti. Tra l'altro, i nomi erano sotto i canoni popolari Pseudo-Isidoro, inseriti direttamente nel Decretum di Graziano, la legge della Chiesa cattolica esposta come un falso.

## Titolo completo
Il titolo completo dell'opera è Ecclesiastica Historia, integram Ecclesiae Christi ideam, quantum ad Locum, Propagationem, Persecutionem, Tranquillitatem, Doctrinam, Hæreses, Ceremonias, Gubernationem, Schismata, Synodos, Personas, Miracula, Martyria, Religiones extra Ecclesiam, & statum Imperii politicum attinet, secundum singulas Centurias, perspicuo ordine complectens: singulari diligentia & fide ex vetustissimis & optimis historicis, patribus, & aliis scriptoribus congesta: Per aliquot studiosos & pios viros in urbe Magdeburgicâ.

## Origine e composizione
I primi tre volumi in folio dell'opera sono apparsi nel 1559 a Basilea. Era il lavoro di un gruppo di studiosi luterani che si erano riuniti a Magdeburgo, e che sono ormai noti alla storia come i Centuriatori di Magdeburgo a causa del modo in cui si articola il loro lavoro (secolo per secolo) e il luogo in cui è stato redatto il primo dei cinque volumi; la maggior parte degli altri sono stati scritti a Wismar o altrove, ma il sottotitolo in Urbe Magdeburgicâ è stato mantenuto.
L'autore dell'idea e lo spirito che anima l'organizzazione che ha prodotto il lavoro è stato Matthias Vlacich (latinizzato Flacius), noto anche come Francovich, e, dal suo luogo di nascita (Istria), Illirico. Nato nel 1520, l'influenza dello zio Baldo Lupertino, un frate apostata, gli ha impedito di diventare un monaco e lo ha spinto a recarsi nel 1539 in Germania, dove, a Augusta, Basilea, Tubinga, e Wittenberg, divenne un fanatico anti-cattolico romano. L'Interim di Augusta del 1548 portò alla controversia Adiaphoristica, nel corso della quale ha scritto numerose critiche dure rivolte al Riformatore Filippo Melantone; il risentimento generato ha dato origine ai partiti ostili dei "Filippisti" e "Flaciani". Tutti i tentativi di ripristinare la pace fallirono, e l'Università di Jena, dove Flacius è stato nominato professore di teologia nel 1557, divenne un centro del luteranesimo rigido in contrapposizione forte a Melantone. Le sue peregrinazioni dopo il 1562, e le numerose controversie interne tra i Riformatori, nelle quali Flacius ha preso parte fino alla sua morte (11 marzo 1575), non gli impediscono di diventare il più dotto teologo luterano del suo tempo, mentre, oltre a numerose opere minori controverse, la sua energia instancabile lo portò a concepire la vasta opera storica nota come "Le Centurie".
Dopo la morte di Martin Luther nel 1546, la polemica anti-cattolica tendeva a perdere il suo carattere dogmatico e diventare storica. Flacius ha criticato la storia del cattolicesimo, e in questo spirito ha scritto il suo catalogo, di testimonianza anti papale, una volta famoso e influente, Catalogus testium veritatis, qui ante nostram aetatem reclamarunt Papae (Basilea, 1556; edizione completa, Strasburgo, 1562; edita a cura di Dietericus, Francoforte, 1672). Vengono citati alcuni testimoni antipapali del quattrocento, Papa Gregorio I e Tommaso d'Aquino sono annoverati tra coloro che si sono distinti contro "il Papa Anticristo". Già nel 1553, Flacius era alla ricerca di patrocinatori il cui sostegno finanziario doveva consentirgli di realizzare il suo progetto di storia della chiesa globale destinato "a rivelare le origini, lo sviluppo e i disegni spietati dell'Anticristo". I principi tedeschi, e i burghers in particolar modo di Augusta e Norimberga, lo hanno aiutato con generosità, ma nessun appoggio era disponibile dai seguaci di Melantone. Ha viaggiato attraverso la Germania in cerca di materiale, mentre il suo collaboratore, Marcus Wagner (da Weimar nei pressi di Gotha), effettuava ricerche nelle biblioteche di Austria, Baviera, Scozia, e Danimarca per lo stesso scopo.
La ricerca ha sottolineato l'importanza del contributo dato dal cripto-protestante, Caspar von Nydbruck, consigliere imperiale e responsabile della Biblioteca imperiale di Vienna, la cui influenza fu esercitata in tutta Europa in favore del lavoro. Il comitato di redazione, "Gubernatores et Inspectores institut historiæ Ecclesiasticæ", era composto da Flacius, Johannes Wigand (1523–1587), sovrintendente a Magdeburgo, Matthew Judex (1528–1576), predicatore a Magdeburgo, Basil Faber (1525–1576), umanista, che ha collaborato nelle prime quattro Centurie, Martin Copus, un medico che ha fatto da tesoriere, e Eblinek Alman, un "borghese" di Magdeburgo, ognuno dei quali aveva i propri assistenti. Sette giovani assistenti sono stati incaricati di compilare estratti e riassunti dalle opere dei primi scrittori e storici cristiani in conformità con un piano prefissato; due studiosi più esperti hanno agito da "architetti", raccolto il materiale e sottoposto ai redattori. Quando approvato, il materiale è stato suddiviso fino ai capitoli e ancora controllato prima della stampa della versione finale.
Anche a Jena e durante il suo peregrinare successivo, Flacius mantenne la direzione dei lavori. Ogni secolo è stato sistematicamente trattato nelle sedici rubriche mantenendo titoli uniformi nei diversi volumi.

## Specimen
L'analisi della Quarta Centuria, pubblicata nel 1560, può dare un'idea del contenuto:
- Frontespizio
- dedica alla Regina Elisabetta I d'Inghilterra (col. 3-12)
  1. esposizione sommaria dei principali eventi del secolo (col.13)
  2. diffusione della Chiesa: dove e come (13-35)
  3. la persecuzione e la pace della Chiesa sotto Diocleziano e Massimiano (35-159)
  4. l'insegnamento della Chiesa e la sua storia (160-312)
  5. eresie (312-406)
  6. riti e cerimonie (406 -483)
  7. disciplina della Chiesa e governo (483-582)
  8. scismi e controversie (583-609)
  9. concili (609-880)
  10. principali vescovi e dottori (880-1337)
  11. eretici principali (1338–1403)
  12. i martiri (1403–1432)
  13. miracoli ed eventi miracolosi (1433–1456)
  14. relazioni politiche degli Ebrei (1456–1462)
  15. altre religioni non cristiane (1462–1560)
  16. cambiamenti politici (1560–1574)
- Indice dei brani della Sacra Scrittura (8 colonne)
- indice generale (92 pagine di quattro colonne)

Questo metodo è stato applicato solo ai primi tredici secoli, che furono pubblicati separatamente in volumi in folio a Basilea; I, II e III nel 1559; IV nel 1560; V e VI nel 1562; VII e VIII nel 1564; IX nel 1566; X e XI nel 1567; XII nel 1569; e XIII nel 1574. I tre secoli rimanenti furono completati nel manoscritto da Wigand (che era in gran parte responsabile di tutto il lavoro fatto tra il 1564 e il 1574), ma mai pubblicati, e i vari tentativi effettuati nei secoli XVII e XVIII di continuare il lavoro sono stati infruttuosi. Nel 1624 un'edizione completa delle Centurie in sei volumi in folio fu preparata a Basilea da Louis Lucius, che omise i nomi degli autori e le dediche, e introdusse varie modifiche del testo con un certo orientamento calvinista. Una terza edizione apparve a Norimberga nel periodo 1757-1765, ma non continuò oltre alla quinta Centuria (secolo).